# Real Academia de Ciencias Económicas y Financieras
La Real Academia de Ciencias Económicas y Financieras (RACEF) es una organización científica española, dedicada al estudio de las ciencias económicas y al asesoramiento de aquellas organizaciones públicas y privadas que lo necesiten.
Forma parte de la Administración institucional y es una corporación de Derecho público cuyo Estatuto es aprobado por el Gobierno de la Nación mediante real decreto.

## Historia
La génesis de la que se llamaría más tarde Real Academia de Ciencias Económicas y Financieras está en el deseo de la burguesía catalana de crear un organismo representativo de la actividad económica. Esta aspiración se consolidó el 16 de marzo de 1758 cuando el rey Fernando VI autorizó la constitución de la “Real Junta Particular de Comercio”, que dio paso a la antigua Academia de Comercio fundada el 26 de abril de 1787, y que a lo largo de los años y siguiendo las vicisitudes de aquella agitada época provoca importantes inestabilidades en los ámbitos académicos, sufriendo suertes distintas de desaparición y reaparición. Guerras, enfrentamientos políticos y sociales, choques entre culturas, avances tecnológicos y un sinfín de factores negativos y positivos no hacen más que intensificar el protagonismo de la fenomenología económico-financiera.
El 19 de febrero de 1943 se celebró en el Ateneo Barcelonés la histórica sesión de la Junta Constituyente de la última recreación de la Academia de Ciencias Económico-Financieras. Por Orden Ministerial de enero de 1958 se aprueba el nombre de Real Academia de Ciencias Económicas y Financieras (RACEF) y es calificada de organismo oficial de carácter científico y técnico. La RACEF es la única Real Corporación de ámbito español que tiene su sede en Barcelona y no en la capital del Reino.
Por Real Decreto de 7 de diciembre de 1979, la Corporación quedó bajo el Alto Patronazgo de S.M. El Rey D. Juan Carlos I que el 16 de febrero de 2004 visitó la sede social e invitó a los Académicos a seguir profundizando en el estudio de las ciencias económicas y financieras y expandir la luz del conocimiento a todos los países.
El lema de la Real Corporación es Utraque Unum: "Ambos son uno".
Han sido Presidentes de la Academia José M. Vicens Corominas (1929-1951), Ricardo Piqué Batlle (1951-1990), Mario Pifarré Riera (1990-2002) y Jaime Gil Aluja.

## Organización
La Organización queda estructurada en el organigrama funcional que se reproduce en el cuadro adjunto.
Es la Junta General de Académicos de Número el máximo órgano representativo de la Corporación y entre sus objetivos está la elección de Académicos, nombramiento de la Junta de Gobierno, aprobación de cuentas y presupuestos, aprobación de informes y propuestas de la Junta de Gobierno.
La Junta de Gobierno es el órgano ejecutivo de la Academia. Su Presidente y Secretario son las figuras institucionales centrales de la actividad diaria, con la ayuda del resto de académicos miembros y asesores
Las cuatro secciones que se divide la Academia (Ciencias Económicas, Técnica Económico-contable y Financiera, Psicología y Ciencias Sociales y Legislación y Jurisprudencia) son los órganos científicos que agrupan a los Académicos por áreas de conocimiento.
La otra clasificación funcional agrupa a las comisiones operativas (Gobierno interior, Hacienda, Admisiones y Publicaciones), y tienen a su cargo el buen desarrollo institucional.

## Relación de Académicos a diciembre de 2018

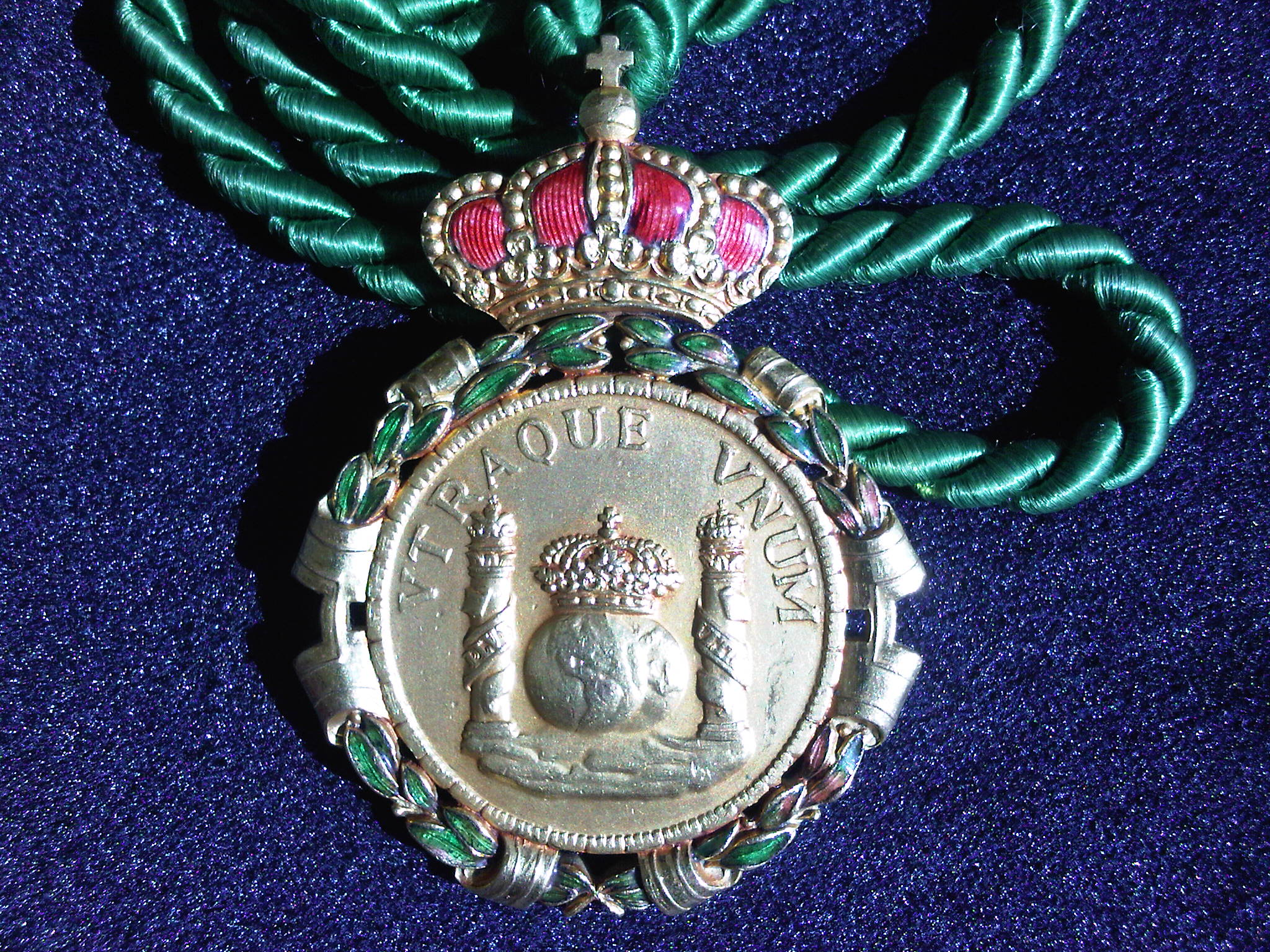
Medalla de académico, reproduce el reverso de un columnario. La leyenda "VTRAQUE VNUM", que en latín significa "ambos son uno", también ha sido adoptado como lema de la institución.

### Académicos de honor
- José M. Fernández Pirla
- Juan Velarde Fuertes

### Académicos de número
- Mario Aguer Hortal (medalla n.º 10)
- César Alierta Izuel (medalla n.º 11)
- Enrique Arderiu Gras (medalla n.º 12)
- Antonio Argandoña Rámiz (medalla n.º 36)
- José Daniel Barquero Cabrero (medalla n.º 1)
- Fernando Casado Juan (medalla n.º 41)
- Carles María Casajuana Palet (medalla n.º 27)
- Manuel Castells Oliván (medalla n.º 38)
- Antoni Castells i Oliveres (medalla n.º 16)
- Josep María Coronas Guinart (medalla n.º 31)
- Ricardo Díez Hochleitner (medalla n.º 47)
- Isabel Estapé Tous (medalla n.º 9)
- Isidro Fainé Casas (medalla n.º 7)
- Lorenzo Gascón (medalla n.º 20)
- Carles A. Gasòliba i Böhm (medalla n.º 48)
- Jaime Gil Aluja (medalla n.º 13)
- Anna Maria Gil Lafuente  (medalla n.º 5)
- José María Gil-Robles Gil-Delgado (medalla n.º 44)
- Francesc Granell Trias (medalla n.º 26)
- Montserrat Guillén Estany (medalla n.º 4)
- Joan Hortalà Arau (medalla n.º 25)
- Jaime Lamo de Espinosa Michels de Champourcin (medalla n.º 42)
- Enrique Lecumberri Martí (medalla n.º 21)
- Vicente Liern Carrión (medalla n.º 39)
- Juan Llorens Carrió (medalla n.º 32)
- Francisco Javier Maqueda Lafuente (medalla n.º 15)
- Enrique Martín Armario (medalla n.º 29)
- Amparo Moraleda Martínez (medalla n.º 37)
- Aldo Olcese Santonja (medalla n.º 17)
- José Juan Pintó Ruiz (medalla n.º 6)
- Manuel Pizarro Moreno (medalla n.º 46)
- Ramón Poch Torres (medalla n.º 2)
- Antonio Pont Amenós (medalla n.º 43)
- Joan-Francesc Pont Clemente (medalla n.º 8)
- Dídac Ramírez i Sarrió (medalla n.º 35)
- José Antonio Redondo López (medalla n.º 33)
- Alfredo Rocafort Nicolau (medalla n.º 34)
- Arturo Rodríguez Castellanos (medalla n.º 22)
- Alfonso Rodríguez Rodríguez (medalla n.º 3)
- Juan Tapia Nieto (medalla n.º 28)
- Luis Usón Duch (medalla n.º 45)
- Emilio Ybarra Churruca (medalla n.º 24)

### Académicos supernumerarios
- José M. Bricall Masip
- José Manuel de la Torre y de Miguel

### Académicos correspondientes nacionales
- Ramón Adell Ramón
- José Ramón Álvarez-Rendueles Medina
- José Manuel Barreiro Fernández
- José María Castellano Ríos
- Álvaro Cuervo García
- Matilde Fernández Blanco
- Eugenio Gay Montalvo
- María Leonor González Menorca
- Esteban Hernández Esteve
- Alfonso Hernández-Moreno
- Jesús Lizcano Álvarez
- Antonio López Díaz
- Carlos Mallo Rodríguez
- José Luis Martínez Candial
- Miguel Alfonso Martínez-Echevarría y Ortega
- Abel Matutes Juan
- Rafael Muñoz Ramírez
- Julio Padilla Carballada
- Juan Ramón Quintás Seoane
- Mariano Rabadán Fornies
- Francisco Javier Ramos Gascón
- Jorge Salgas Rich
- José Luis Sánchez Fernández de Valderrama
- Francesc Solé Parellada
- Juan Miguel Villar Mir
- Ricardo Hernández Mogollón
- Enrique López González
- José María Sarabia Alegría

### Académicos correspondientes extranjeros
Para Alemania:
- Juergen B. Donges

Para Andorra:
- Òscar Ribas Reig

Para Argelia:
- Mohamed Laichoubi

Para Austria:
- Michael Metzeltin

Para Azerbaiyán:
- Gorkhmaz Imanov

Para Bélgica:
- Daniel Cardon de Lichtbuer
- Janine Delruelle-Ghobert

Para Bielorrusia:
- Sergey V. Ablameyko
- Viktor V. Krasnoproshin

Para Chile:
- Juan Guzmán Tapia

Para Costa Rica:
- Dr. Otto Federico von Feigenblatt

Para Estados Unidos:
- Eric Maskin
- Joseph Stiglitz

Para Finlandia:
- Sirkka Hämäläinen-Lindfors

Para Francia:
- Valéry Giscard d'Estaing
- Thierry de Montbrial

Para Grecia:
- Constantin Zopounidis

Para Holanda:
- Aarnout Alexander Loudon

Para Israel:
- Robert Aumann
- Daniel Kahneman

Para Italia:
- Alessandro Bianchi
- Romano Prodi
- Giancarlo Elia Valori

Para Jordania:
- Sumaya bint El Hassan

Para Marruecos:
- André Azoulay

Para México:
- Federico González Santoyo
- José Ángel Gurría Treviño

Para Montenegro:
- Momir Djurovic

Para Noruega:
- Finn E. Kydland

Para Polonia:
- Janusz Kacprzyk

Para Reino Unido:
- James Alexander Mirrlees

Para Rumania:
- Mugur Isarescu
- Tudorel Postolache

Para Suiza:
- José Daniel Gubert
- Jean-Pierre Danthine

Para República de Srpska:
- Rajko Kuzmanović

Para Túnez:
- Adberraouf Mahbouli

### Académicos electos
- Christopher Pissarides (como Académico Correspondiente para Chipre)
- Francisca Parra Guerrero (como Académica Correspondiente para Andalucía)

## Publicaciones de la RACEF

### Anuales
Con ISSN 1135-3422, de periodicidad anual, se publican los discursos, comunicaciones, ponencias, y conferencias de los académicos miembros.

### Discursos de ingreso
Se publican sólo los discursos de ingreso de los nuevos académicos con su respectivo discurso de contestación.

### Otras publicaciones
Se publican las sesiones académicas conjuntas, los actos internacionales, los trabajos de investigación de las secciones de esta Real Corporación, y los reportes del Observatorio de la RACEF.